# Estação Ameixoeira
Ameixoeira é uma estação do Metropolitano de Lisboa. Situa-se no concelho de Lisboa, em Portugal, entre as estações Senhor Roubado e Lumiar da Linha Amarela. Foi inaugurada a 27 de março de 2004 em conjunto com as estações Odivelas, Senhor Roubado, Lumiar e Quinta das Conchas no âmbito da expansão desta linha à cidade de Odivelas.

## Descrição
Esta estação está localizada na Azinhaga da Cidade, junto ao entroncamento com a Rua Vitorino Nemésio, possibilitando o acesso ao Forte da Ameixoeira. O projeto arquitetónico é da autoria do arquiteto Robert Mac Fadden e as intervenções plásticas da escultora Irene Buarque. À semelhança das mais recentes estações do Metropolitano de Lisboa, está equipada para poder servir passageiros com deficiências motoras, contando com vários elevadores e escadas rolantes que facilitam o acesso às plataformas.

## Acessos
Esta estação conta com três acessos pedonais e um elevador entre o átrio e a superfície:
- Acesso 1 - está localizado no passeio poente da Azinhaga da Cidade, próximo do entroncamento com a Rua Jorge de Sena. Está direcionado para sudoeste e conta com escadas pedonais.
- Acesso 2 - está localizado no passeio nascente da Azinhaga da Cidade, próximo do entroncamento com a Rua Jorge de Sena. Está direcionado para sudeste e conta com escadas pedonais.
- Acesso 3 - está localizado no centro da praça pedonal existente na Azinhaga da Cidade, próximo do entroncamento com a Rua Jorge de Sena. Está direcionado para noroeste e conta com escadas pedonais.
- Elevador - está localizado no centro da praça pedonal existente na Azinhaga da Cidade, próximo do entroncamento com a Rua Jorge de Sena, direcionado para nascente.